# Willi Müller (Politiker, 1896)

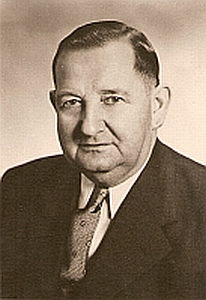
Willi Müller (1960)

Willi Müller (* 29. März 1896 in Braunschweig; † 17. Mai 1964 in Bad Sachsa) war ein deutscher Politiker (SPD).

## Leben
Willi Müller wuchs in Bad Sachsa auf und absolvierte nach dem Schulbesuch eine Tischlerlehre. Im Jahr 1914 meldete er sich im Ersten Weltkrieg als Kriegsfreiwilliger und wurde verwundet. Als Kriegsgefangener der französischen Truppen kam er in die Schweiz.
Er engagierte sich seit 1923 in Bad Sachsa für die Sozialdemokratie, ab 1926 war er dort Stadtverordneter der SPD und arbeitete in den Jahren 1926 bis 1933 als Postschaffner beim dortigen Postamt. Im Jahr der Machtergreifung der Nationalsozialisten 1933 wurde er als Sozialdemokrat aufgrund des Gesetzes zur Wiederherstellung des Berufsbeamtentums vom 7. April 1933 aus dem Postdienst entlassen. Das NS-Regime verhinderte, dass Müller ihm zustehende Pensionsansprüche geltend machen konnte, so dass dieser 1934 sein Haus zwangsversteigern lassen und sich mit Gelegenheitsarbeiten durchschlagen musste. Nach vorübergehender Tätigkeit als Tischler und Umschulung zum Buchhalter war er in der Kautabakfabrik Kneiff in Nordhausen tätig. Während des Zweiten Weltkrieges war er Abteilungsleiter beim Büro Bad Sachsa der Dynamit AG (DAG) der späteren Dynamit Nobel AG. Nach dem Attentat vom 20. Juli 1944  wurde Müller vorübergehend im KZ Buchenwald interniert, nach sechs Wochen entlassen, weil er bei Dynamit Nobel als unabkömmlich galt.
Am 4. Mai 1945 wurde Müller, der aufgrund seines Schicksals zwischen 1933 und 1945 als politisch unbescholten galt, von der US-Besatzungsmacht zum Bürgermeister von Bad Sachsa ernannt. Eine der ersten Amtshandlungen als Bürgermeister war die Befreiung der „Kinder des 20. Juli“ im Kinderheim im Borntal zu Bad Sachsa.

Alfred von Hofacker beschreibt das so:

„Am 4. Mai erhielten wir Besuch vom neuen Bürgermeister von Bad Sachsa. Er rief uns alle zu sich und hielt eine feierliche Ansprache, in der er uns klar machte, dass wir von nun an unter seinem Schutze stünden und dass er sich für unsere baldige Heimkehr einsetzen wolle. Und dann sagte er wörtlich, ich zitiere aus dem Tagebuch meiner Schwester: Und jetzt heißt ihr wieder so wie früher, ihr braucht euch eurer Namen und Väter nicht zu schämen, denn sie waren Helden.“

 Auf Anordnung der britischen Militärregierung übernahm der bisherige Bürgermeister Willi Müller am 1. April 1946 das Amt des Stadtdirektors; durch den Rat der Stadt Bad Sachsa wurde er am 10. Oktober 1947 bestätigt. Der Schwerpunkt seiner Tätigkeit bestand in der Versorgung der Bevölkerung mit Lebensmitteln und dem Wiederaufbau des Badebetriebes des Kurorts.
Müller war in vielfacher Funktion ehrenamtlich tätig. So war er Vorsitzender des Ortsvereins der SPD, des WinterSportVereins WSV, des Harzklub-Zweigvereins, des Verkehrsvereins und vertrat als Vorstandsmitglied im Deutschen Bäderverband die Belange des Harzes. Er war außerdem Kreistagsabgeordneter. 
Nach seiner Pensionierung aus gesundheitlichen Gründen im Jahr 1960 übernahm er den Vorsitz der Kreiswohnbaugesellschaft Osterode am Harz.

## Auszeichnungen
- 1964 wurde Müller mit dem Verdienstkreuz I. Klasse des Niedersächsischen Verdienstordens ausgezeichnet.
- Willi Müller wurde zum Ehrenvorsitzender des Vorstandes des Harzer Verkehrsverbandes (HVV, heute HTV) gewählt.